# Francja na Zimowych Igrzyskach Olimpijskich 1964
Francję na Zimowych Igrzyskach Olimpijskich 1964 reprezentowało 24 zawodników: 15 mężczyzn i dziewięć kobiet. Był to dziewiąty start reprezentacji Francji na zimowych igrzyskach olimpijskich.

## Zdobyte medale
| Medal  | Zawodnik            | Dyscyplina            | Konkurencja             | Rezultat    |
| ------ | ------------------- | --------------------- | ----------------------- | ----------- |
| Złoto  | François Bonlieu    | Narciarstwo alpejskie | slalom gigant mężczyzn  | 1:46,71 min |
| Złoto  | Marielle Goitschel  | Narciarstwo alpejskie | Slalom gigant Kobiet    | 1:52,24 min |
| Złoto  | Christine Goitschel | Narciarstwo alpejskie | Slalom specjalny kobiet | 1:29,86 min |
| Srebro | Alain Calmat        | Łyżwiarstwo figurowe  | Soliści                 | 1876,5 pkt  |
| Srebro | Léo Lacroix         | Narciarstwo alpejskie | bieg zjazdowy mężczyzn  | 2:18,90 min |
| Srebro | Christine Goitschel | Narciarstwo alpejskie | Slalom gigant kobiet    | 1:53,11 min |
| Srebro | Marielle Goitschel  | Narciarstwo alpejskie | Slalom gigant kobiet    | 1:30,77 min |

## Skład kadry

### Biathlon
Mężczyźni
| Zawodnik    | Konkurencja   | czas biegu | Kary  | Łączny czas | Pozycja |
| ----------- | ------------- | ---------- | ----- | ----------- | ------- |
| Paul Romand | Bieg na 20 km | 1:22:51,2  | 16:00 | 1:38:51,2   | 32.     |

### Biegi narciarskie
Mężczyźni
| Zawodnik                                           | Konkurencja        | czas      | Pozycja |
| -------------------------------------------------- | ------------------ | --------- | ------- |
| Félix Mathieu                                      | Bieg na 15 km      | 54:02,2   | 19.     |
| Victor Arbez                                       | Bieg na 15 km      | 54:04,0   | 20.     |
| Roger Pires                                        | Bieg na 15 km      | 54:38,5   | 23.     |
| Claude Legrand                                     | Bieg na 15 km      | 56:05,8   | 37.     |
| Victor Arbez                                       | Bieg na 30 km      | 1:36:50,0 | 20.     |
| Roger Pires                                        | Bieg na 30 km      | 1:37:45,5 | 21.     |
| Félix Mathieu                                      | Bieg na 30 km      | 1:38:29,1 | 23.     |
| Claude Legrand                                     | Bieg na 30 km      | 1:38:40,5 | 25.     |
| Victor Arbez Félix Mathieu Roger Pires Paul Romand | Sztafeta 4 × 10 km | 2:26:34,4 | 6.      |

### Łyżwiarstwo figurowe
| Zawodnik           | Konkurencja | Nota   | Pozycja |
| ------------------ | ----------- | ------ | ------- |
| Nicole Hassler     | Solistki    | 1887,7 | 4.      |
| Geneviève Burdel   | Solistki    | 1542,0 | 29.     |
| Alain Calmat       | Soliści     | 1876,5 | srebro  |
| Robert Dureville   | Soliści     | 1660,0 | 17.     |
| Philippe Pelissier | Soliści     | 1573,8 | 23.     |

### Łyżwiarstwo szybkie
Mężczyźni
| Zawodnik           | Konkurencja   | Konkurencja   | Konkurencja    | Konkurencja    | Konkurencja    | Konkurencja    | Konkurencja      | Konkurencja      |
| Zawodnik           | Bieg na 500 m | Bieg na 500 m | Bieg na 1500 m | Bieg na 1500 m | Bieg na 5000 m | Bieg na 5000 m | Bieg na 10 000 m | Bieg na 10 000 m |
| Zawodnik           | Czas          | Miejsce       | Czas           | Miejsce        | Czas           | Miejsce        | Czas             | Miejsce          |
| ------------------ | ------------- | ------------- | -------------- | -------------- | -------------- | -------------- | ---------------- | ---------------- |
| Raymond Fonvieille | 41,4          | 10.           | 2:22,6         | 43.            |                |                |                  |                  |
| André Kouprianoff  | 42,5          | 26.           | 2:15,8         | 22.            |                |                | 17:17,4          | 27.              |

Kobiety
| Zawodnik        | Konkurencja   | Konkurencja   | Konkurencja    | Konkurencja    | Konkurencja    | Konkurencja    | Konkurencja    | Konkurencja    |
| Zawodnik        | Bieg na 500 m | Bieg na 500 m | Bieg na 1000 m | Bieg na 1000 m | Bieg na 1500 m | Bieg na 1500 m | Bieg na 3000 m | Bieg na 3000 m |
| Zawodnik        | Czas          | Miejsce       | Czas           | Miejsce        | Czas           | Miejsce        | Czas           | Miejsce        |
| --------------- | ------------- | ------------- | -------------- | -------------- | -------------- | -------------- | -------------- | -------------- |
| Françoise Lucas | 48,9          | 18.           | 1:41,3         | 19.            | 2:36,4         | 22.            |                |                |

### Narciarstwo alpejskie
Mężczyźni
| Zawodnik          | Konkurencja | Konkurencja | Konkurencja   | Konkurencja   | Konkurencja         | Konkurencja              | Konkurencja              | Konkurencja              |
| Zawodnik          | Zjazd       | Zjazd       | Slalom gigant | Slalom gigant | Slalom specjalny    | Slalom specjalny         | Slalom specjalny         | Slalom specjalny         |
| Zawodnik          | Czas        | Pozycja     | Czas          | Pozycje       | Czas 1-go przejazdu | Czas 2-go przejazdu      | Czas łączny              | Pozycja                  |
| ----------------- | ----------- | ----------- | ------------- | ------------- | ------------------- | ------------------------ | ------------------------ | ------------------------ |
| Léo Lacroix       | 2:18,90     | srebro      | 1:51,26       | 11.           |                     |                          |                          |                          |
| Guy Périllat      | 2:19,79     | 6.          | 1:50,75       | 10.           | 1:17,00             | 59,33                    | 2:16,33                  | 12.                      |
| François Bonlieu  | 2:21,71     | 15.         | 1:46,71       | złoto         | Dyskwalifikacja     | Nie ukończył konkurencji | Nie ukończył konkurencji | Nie ukończył konkurencji |
| Jean-Claude Killy | 2:32,96     | 42.         | 1:48,92       | 5.            | Dyskwalifikacja     | Nie ukończył konkurencji | Nie ukończył konkurencji | Nie ukończył konkurencji |
| Michel Arpin      |             |             |               |               | 1:11,16             | 1:01,75                  | 2:12,91                  | 4.                       |

Kobiety
| Zawodniczka          | Konkurencja | Konkurencja | Konkurencja               | Konkurencja               | Konkurencja         | Konkurencja         | Konkurencja               | Konkurencja               |
| Zawodniczka          | Zjazd       | Zjazd       | Slalom gigant             | Slalom gigant             | Slalom specjalny    | Slalom specjalny    | Slalom specjalny          | Slalom specjalny          |
| Zawodniczka          | Czas        | Pozycja     | Czas                      | Pozycja                   | Czas 1-go przejazdu | Czas 2-go przejazdu | Czas łączny               | Pozycja                   |
| -------------------- | ----------- | ----------- | ------------------------- | ------------------------- | ------------------- | ------------------- | ------------------------- | ------------------------- |
| Madeleine Bochatay   | 1:59,11     | 6.          | Nie ukończyła konkurencji | Nie ukończyła konkurencji |                     |                     |                           |                           |
| Christine Terraillon | 1:59,66     | 8.          |                           |                           |                     |                     |                           |                           |
| Annie Famose         | 1:59,86     | 9.          | 1:53,89                   | 5.                        | 45,13               | Dyskwalifikacja     | Nie ukończyła konkurencji | Nie ukończyła konkurencji |
| Marielle Goitschel   | 2:00,77     | 10.         | 1:52,24                   | złoto                     | 43,09               | 47,68               | 1:30,77                   | srebro                    |
| Christine Goitschel  |             |             | 1:53,11                   | srebro                    | 43,85               | 46,01               | 1:29,86                   | złoto                     |
| Cécile Prince        |             |             |                           |                           | 44,76               | Dyskwalifikacja     | Nie ukończyła konkurencji | Nie ukończyła konkurencji |